# Pedro de Garibay
Don Pedro de Garibay (Alcalá de Henares, 1729 – Città del Messico, 7 luglio 1815) è stato un politico e generale spagnolo, viceré della Nuova Spagna nel 1809.
Fu tenente generale degli eserciti spagnoli. Occupò la carica di governo suprema della Nuova Spagna a seguito di un colpo di Stato che aveva deposto José de Iturrigaray.